# Javorník (Vacov)
Javorník je vesnice, část obce Vacov v okrese Prachatice v Jihočeském kraji. Rozkládá se na úbočí stejnojmenné hory (1067 metrů). V roce 2011 zde trvale žilo 164 obyvatel.

## Historie
První písemná zmínka o vesnici pochází z roku 1852.

## Obyvatelstvo
| Rok            | 1869 | 1880 | 1890 | 1900 | 1910 | 1921 | 1930 | 1950 | 1961 | 1970 | 1980 | 1991 | 2001 | 2011 | 2021 |
| -------------- | ---- | ---- | ---- | ---- | ---- | ---- | ---- | ---- | ---- | ---- | ---- | ---- | ---- | ---- | ---- |
| Počet obyvatel | 297  | 344  | 374  | 422  | 453  | 354  | 297  | 275  | 175  | 157  | 131  | 96   | 73   | 164  | 156  |
| Počet domů     | 28   | 37   | 39   | 40   | 41   | 42   | 45   | 46   | 42   | 44   | 41   | 51   | 54   | 67   | 69   |

## Obecní správa
Při sčítání lidu v letech 1850–1929 Javorník byl osadou obce Stachy v okrese Sušice. V letech 1930–1975 byl samostatnou obcí, se kterým patřil nejprve do okresu Sušice, ale v roce 1950 v okrese Vimperk a od roku 1960 v okrese Prachatice. Od 1. ledna 1976 je částí obce Vacov v okrese Prachatice.

## Pamětihodnosti a zajímavosti
- kaple svatého Antonína Paduánského
- usedlost čp. 29
- Švehlova chata
- Klostermannova rozhledna na Javorníku
- socha Karla Klostermanna
- přírodní rezervace Nad Zavírkou